# مسجد جامع سیواس

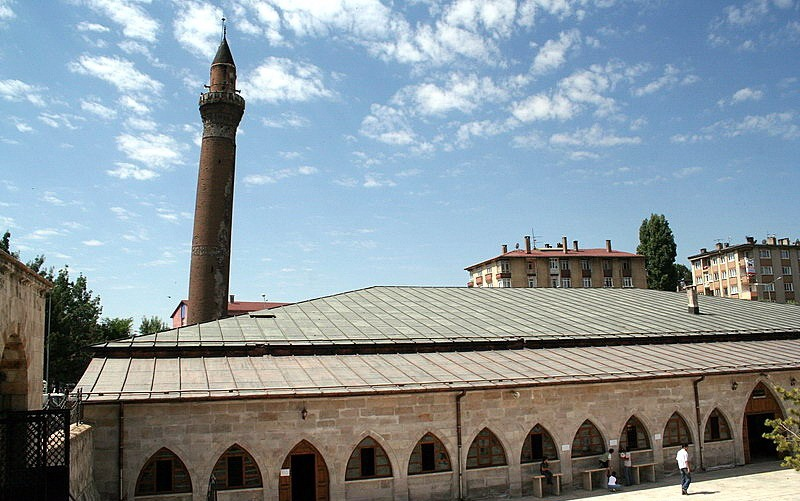
مسجد جامع سیواس.

مسجد جامع سیواس (ترکی استانبولی: Sivas Ulu Cami) مسجدی تاریخی است که در بخش مرکزی شهر سیواس، ترکیه واقع است. به نظر می‌رسد این مسجد در دورهٔ دانشمندیان ساخته شده باشد.